# Mozaikogon
Mozaikogon (Mammelomys) – rodzaj ssaków z podrodziny myszy (Murinae) w obrębie rodziny myszowatych (Muridae).

## Rozmieszczenie geograficzne
Rodzaj obejmuje gatunki występujące endemicznie na Nowej Gwinei.

## Morfologia
Długość ciała (bez ogona) 132,4–224,4 mm, długość ogona 105–148,3 mm, długość ucha 18,5–23,9 mm, długość tylnej stopy 33,4–44,1 mm; masa ciała 100–236 g.

## Systematyka
Rodzaj zdefiniował w 1996 roku angielsko-australijski zoolog James Ian Menzies w artykule zatytułowanym Rewizja systematyczna Melomys (Rodentia: Muridae) z Nowej Gwinei, opublikowanym w czasopiśmie „Australian Journal of Zoology”. Gatunkiem typowym jest (oryginalne oznaczenie) mozaikogon nizinny (M. rattoides).

### Etymologia
Mammelomys: łac. mamma ‘pierś, wymię’; rodzaj Melomys O. Thomas, 1922 (szczurzynek).

### Podział systematyczny
Do rodzaju należą następujące gatunki:
| Grafika | Gatunek              | Autor i rok opisu | Nazwa zwyczajowa   | Podgatunki         | Rozmieszczenie geograficzne                                                                                              | Podstawowe wymiary                              | Status IUCN |
| ------- | -------------------- | ----------------- | ------------------ | ------------------ | --- | ----------------------------------------------- | ----------- |
|         | Mammelomys lanosus   | (O. Thomas, 1922) | mozaikogon wyżynny | gatunek monotypowy | Indonezja i Papua-Nowa Gwinea: góry północnej, środkowej i wschodniej Nowej Gwinei; zakres wysokości: 1000–3200 m n.p.m. | DC: 13,2–17,1 cm DO: 10,5–14,6 cm MC: 100–123 g | LC          |
|         | Mammelomys rattoides | (O. Thomas, 1922) | mozaikogon nizinny | gatunek monotypowy | Indonezja i Papua-Nowa Gwinea: północna Nowa Gwinea i wyspa Yapen; zakres wysokości: 320–1400 m n.p.m.                   | DC: 15,9–22 cm DO: 13,6–14,8 cm MC: 172–236 g   | LC          |

Kategorie IUCN:  LC  – gatunek najmniejszej troski.